# 요시다구치역
요시다구치역(일본어: 吉田口駅)은 일본 히로시마현 아키타카타시에 위치한 서일본 여객철도 게이비 선의 철도역이다. 섬식 승강장 1면 2선의 구조를 갖춘 지상역이다.

## 타는 곳
| 1 (역사 측) | ■ 게이비 선 | 상행 | 고타치 · 미요시 방면     |
| 2 (반대 측) | ■ 게이비 선 | 하행 | 시와구치 · 히로시마 방면 |

## 역 주변
- 요시다코리야마성 터
- 아키타카타 시청

## 역사
- 1915년 4월 28일 : 게이비 철도 개업과 동시에 설치.
- 1937년 7월 1일 : 게이비 철도 매수에 의해 국유화. 일본국유철도 게이비 선의 역이 된다.
- 1987년 4월 1일 : 일본국유철도 분할 민영화에 의해, 서일본 여객철도가 승계.
- 1992년 11월 : 현재의 역사가 준공.

## 인접 역
| 서일본 여객철도 게이비 선 | 서일본 여객철도 게이비 선 | 서일본 여객철도 게이비 선 |
| ------------------------- | ------------------------- | ------------------------- |
| 고타치 니미 방면          | ■ 게이비 선               | 무카이하라 히로시마 방면  |